# Carlotta Amalia d'Assia-Philippsthal
Carlotta Amalia d'Assia-Philippsthal (Philippsthal, 11 agosto 1730 – Meiningen, 7 settembre 1799) fu Duchessa Consorte e dal 1763 al 1782 reggente del Ducato di Sassonia-Meiningen.

## Biografia
Figlia del Langravio Carlo I d'Assia-Philippsthal e della Principessa Cristina di Sassonia-Eisenach, nel 1750 venne data in sposa, ventenne, al Duca Antonio Ulrico di Sassonia-Meiningen, di quarantatré anni più vecchio, cui diede otto figli.
A causa di liti familiari, il Duca si ritirò a Francoforte sul Meno vivendovi con la moglie ed i figli; in seguito questi nominò Carlotta Amalia nel suo testamento quale unica Reggente del Paese e tutrice dei loro figli. Dopo la morte del coniuge, Carlotta Amalia si recò dapprima a Philippsthal in attesa di ricevere una risposta dall'Imperatore, che la confermò infine nel suo ruolo di tutrice e reggente, ed in seguito a Meiningen, in attesa della successione, presso parenti di Gotha.
Dopo l'assunzione della decisione imperiale confermante il suo ruolo di Reggente e tutrice, Carlotta Amalia poté infine prendere definitivamente residenza a Meiningen.
Quando, nel 1763, Carlotta Amalia divenne Reggente, il Ducato era completamente rovinato finanziariamente ed economicamente. Con riforme di snellimento e misure di risparmio, ricostruzione economica e patrimoniale ed il sostegno dato alla vita intellettuale, Carlotta Amalia venne ritenuta "la Salvatrice del Ducato". Con l'impiego di nuovi ministri come Adolf Gottlieb von Eyben, poté entro un anno riportare l'amministrazione centrale a livelli d'efficienza. Con un brillante ed intelligente risparmio - ed un sistema d'analisi delle finanze di corte si fece notare dall'Imperatore Giuseppe II, che ordinò che venisse nominata Direttrice del Consiglio Imperiale del Debito, volto a gestire il Ducato di Sassonia-Hildburghausen, che appariva ormai sprofondato nei debiti senza speranza.
Ambedue i suoi figli divennero Duchi di Sassonia-Meiningen, e Carlotta Amelia si dismise dal proprio ruolo nel 1782 con il raggiungimento della maggior età di Giorgio I, ma già dal 1775 ella aveva iniziato a spartire il governo con il figlio maggiore Augusto Federico Carlo, deceduto però proprio in quell'anno.
La sua reggenza comportò una svolta verso l'Assolutismo Illuminato nel Ducato di Sassonia-Meiningen, ed in tal senso ella allevò i suoi figli. Inoltre sotto la sua egida venne fondata una loggia massonica che in suo onore venne chiamata Charlotte zu den drei Nelken.
Ella non venne sepolta nella Cripta Principesca ma, come da lei richiesto, nel cimitero urbano.

## Figli
- Carlotta Amalia (1751-1827), sposò Ernesto II di Sassonia-Gotha-Altenburg;
- Luisa (1752-1805), sposò Adolfo d'Assia-Philippsthal-Barchfeld;
- Augusto Federico Carlo (1754-1782);
- Giorgio (1761-1803);
- Amalia (1762-1798), sposò Enrico Carlo Erdmann di Carolath-Beuthen.

## Ascendenza
|                                            |                                             |                                               | Genitori                                                         |  |  | Nonni |  |  | Bisnonni                       |  |  | Trisnonni                      |  |
|                                            |                                             |                                               |                                                                  |  |  |       |  |  | 8. Guglielmo VI d'Assia-Kassel |  |  | 16. Guglielmo V d'Assia-Kassel |  |
|                                            |                                             |                                               |                                                                  |  |  |       |  |  | 8. Guglielmo VI d'Assia-Kassel |  |  | 16. Guglielmo V d'Assia-Kassel |  |
|                                            |                                             | 17. Amalia Elisabetta di Hanau-Münzenberg     |                                                                  |  |  |       |  |  | 8. Guglielmo VI d'Assia-Kassel |  |  |                                |  |
| 4. Filippo d'Assia-Philippsthal            |                                             |                                               |                                                                  |  |  |       |  |  | 8. Guglielmo VI d'Assia-Kassel |  |  |                                |  |
|                                            |                                             | 9. Edvige Sofia di Brandeburgo                | 18. Giorgio Guglielmo di Brandeburgo                             |  |  |       |  |  |                                |  |  |                                |  |
|                                            |                                             | 9. Edvige Sofia di Brandeburgo                | 18. Giorgio Guglielmo di Brandeburgo                             |  |  |       |  |  |                                |  |  |                                |  |
|                                            |                                             | 9. Edvige Sofia di Brandeburgo                | 19. Elisabetta Carlotta del Palatinato-Simmern                   |  |  |       |  |  |                                |  |  |                                |  |
| 2. Carlo I d'Assia-Philippsthal            |                                             | 9. Edvige Sofia di Brandeburgo                |                                                                  |  |  |       |  |  |                                |  |  |                                |  |
|                                            |                                             | 10. Carlo Ottone di Solms-Laubach             | 20. Alberto Ottone II di Solms-Laubach                           |  |  |       |  |  |                                |  |  |                                |  |
|                                            |                                             | 10. Carlo Ottone di Solms-Laubach             | 20. Alberto Ottone II di Solms-Laubach                           |  |  |       |  |  |                                |  |  |                                |  |
|                                            |                                             | 10. Carlo Ottone di Solms-Laubach             | 21. Caterina Giuliana di Hanau-Münzenberg                        |  |  |       |  |  |                                |  |  |                                |  |
| 5. Caterina Amalia di Solms-Laubach        |                                             | 10. Carlo Ottone di Solms-Laubach             |                                                                  |  |  |       |  |  |                                |  |  |                                |  |
|                                            |                                             | 11. Amoena Elisabetta di Bentheim-Tecklenburg | 22. Arnoldo Jobst di Bentheim-Tecklenburg                        |  |  |       |  |  |                                |  |  |                                |  |
|                                            |                                             | 11. Amoena Elisabetta di Bentheim-Tecklenburg | 22. Arnoldo Jobst di Bentheim-Tecklenburg                        |  |  |       |  |  |                                |  |  |                                |  |
|                                            |                                             | 11. Amoena Elisabetta di Bentheim-Tecklenburg | 23. Anna Amalia di Isenburg-Büdingen-Birstein                    |  |  |       |  |  |                                |  |  |                                |  |
| 1. Carlotta Amalia d'Assia-Philippsthal    |                                             | 11. Amoena Elisabetta di Bentheim-Tecklenburg |                                                                  |  |  |       |  |  |                                |  |  |                                |  |
|                                            | 12. Giovanni Giorgio I di Sassonia-Eisenach | 24. Guglielmo di Sassonia-Weimar              |                                                                  |  |  |       |  |  |                                |  |  |                                |  |
|                                            | 12. Giovanni Giorgio I di Sassonia-Eisenach | 24. Guglielmo di Sassonia-Weimar              |                                                                  |  |  |       |  |  |                                |  |  |                                |  |
|                                            | 12. Giovanni Giorgio I di Sassonia-Eisenach | 25. Eleonora Dorotea di Anhalt-Dessau         |                                                                  |  |  |       |  |  |                                |  |  |                                |  |
| 6. Giovanni Guglielmo di Sassonia-Eisenach | 12. Giovanni Giorgio I di Sassonia-Eisenach |                                               |                                                                  |  |  |       |  |  |                                |  |  |                                |  |
|                                            |                                             | 13. Giovannetta di Sayn-Wittgenstein          | 26. Ernesto di Sayn-Wittgenstein                                 |  |  |       |  |  |                                |  |  |                                |  |
|                                            |                                             | 13. Giovannetta di Sayn-Wittgenstein          | 26. Ernesto di Sayn-Wittgenstein                                 |  |  |       |  |  |                                |  |  |                                |  |
|                                            |                                             | 13. Giovannetta di Sayn-Wittgenstein          | 27. Luisa Giuliana di Erbach                                     |  |  |       |  |  |                                |  |  |                                |  |
| 3. Carolina Cristina di Sassonia-Eisenach  |                                             | 13. Giovannetta di Sayn-Wittgenstein          |                                                                  |  |  |       |  |  |                                |  |  |                                |  |
|                                            |                                             | 14. Carlo Gustavo di Baden-Durlach            | 28. Federico VI di Baden-Durlach                                 |  |  |       |  |  |                                |  |  |                                |  |
|                                            |                                             | 14. Carlo Gustavo di Baden-Durlach            | 28. Federico VI di Baden-Durlach                                 |  |  |       |  |  |                                |  |  |                                |  |
|                                            |                                             | 14. Carlo Gustavo di Baden-Durlach            | 29. Cristina Maddalena del Palatinato-Zweibrücken-Kleeburg       |  |  |       |  |  |                                |  |  |                                |  |
| 7. Cristina Giuliana di Baden-Durlach      |                                             | 14. Carlo Gustavo di Baden-Durlach            |                                                                  |  |  |       |  |  |                                |  |  |                                |  |
|                                            |                                             | 15. Anna Sofia di Brunswick-Wolfenbüttel      | 30. Antonio Ulrico di Brunswick-Wolfenbüttel                     |  |  |       |  |  |                                |  |  |                                |  |
|                                            |                                             | 15. Anna Sofia di Brunswick-Wolfenbüttel      | 30. Antonio Ulrico di Brunswick-Wolfenbüttel                     |  |  |       |  |  |                                |  |  |                                |  |
|                                            |                                             | 15. Anna Sofia di Brunswick-Wolfenbüttel      | 31. Elisabetta Giuliana di Schleswig-Holstein-Sonderburg-Norburg |  |  |       |  |  |                                |  |  |                                |  |
|                                            |                                             | 15. Anna Sofia di Brunswick-Wolfenbüttel      |                                                                  |  |  |       |  |  |                                |  |  |                                |  |